# Endoxyla pulchra
Endoxyla pulchra is een vlinder uit de familie van de Houtboorders (Cossidae). De soort is voor het eerst wetenschappelijk beschreven als Xyleutes pulchra door Lionel Walter Rothschild in een publicatie uit 1896.
De soort komt voor in Australië (Queensland).